# Franklin & Bash
 Franklin & Bash  is een Amerikaanse televisieserie over twee bevriende advocaten, die op humoristische en ongebruikelijke wijze hun cliënten bijstaan. De serie werd bedacht door Kevin Falls en Bill Chais. De serie omvat tot op heden drie seizoenen, een vierde seizoen is in productie.

## Rolverdeling

### Hoofdpersonages
- Breckin Meyer als Jared Franklin
- Mark-Paul Gosselaar als Peter Bash
- Malcolm McDowell als Stanton Infeld
- Dana Davis als Carmen Phillips
- Kumail Nanjiani als Pindar Singh
- Reed Diamond als Damien Karp
- Garcelle Beauvais als Hanna Linden
- Alexandra Holden als Debbie Wilcox

### Terugkerende personages
- Claire Coffee als Janie Ross
- Rhea Seehorn als Ellen
- Heather Locklear als Rachel King

## Afleveringen

### Seizoen 1 (2011)
1. "Pilot" (1 juni 2011)
2. "She Came Upstairs to Kill Me" (8 juni 2011)
3. "Jennifer of Troy" (15 juni 2011)
4. "Bro-Bono" (22 juni 2011)
5. "You Can't Take it with You" (29 juni 2011)
6. "Big Fish" (6 juli 2011)
7. "Franklin vs. Bash" (13 juli 2011)
8. "The Bangover" (20 juli 2011)
9. "Bachelor Party" (27 juli 2011)
10. "Go Tell It on the Mountain" (3 augustus 2011)